# Knölkavle
Knölkavle (Alopecurus bulbosus) är en gräsart som beskrevs av Antoine Gouan. Enligt Catalogue of Life ingår Knölkavle i släktet kavlen och familjen gräs, men enligt Dyntaxa är tillhörigheten istället släktet kavlen och familjen gräs. Arten förekommer tillfälligt i Sverige, men reproducerar sig inte. Inga underarter finns listade i Catalogue of Life.

## Bildgalleri

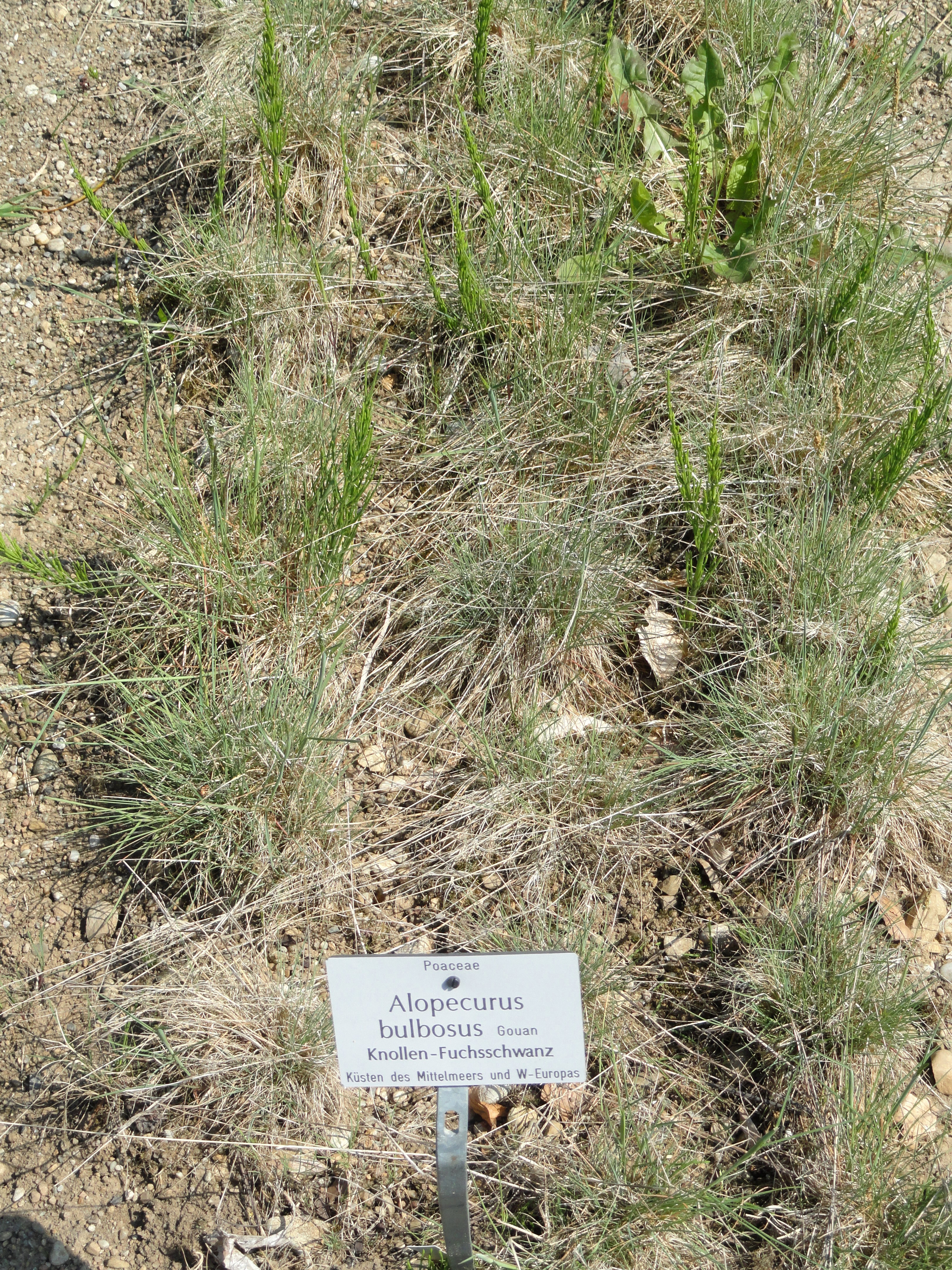